# Juan de Herrera
Juan de Herrera (1530 – 15. ledna 1597) byl španělský architekt, matematik a geometr.
Jako jeden z nejvýznačnějších španělských architektů 16. století Herrera reprezentuje vrchol španělské renesance. Jeho střídmý styl se naplno projevil na stavbách jako je například klášter San Lorenzo de El Escorial.
Herrera byl renesanční muž, zabýval se všemi vědními obory jeho doby. Jeho dílo Discurso sobre la figura cúbica vypovídá o jeho pozoruhodných znalostech matematiky a geometrie. Také se zúčastnil vojenských tažení španělského krále a římského císaře Karla V. do Německa, Itálie a Flander.

## Životopis
Juan de Herrera dokončil svá studia na univerzitě ve Valladolidu na jaře roku 1548. Jeho kariéra architekta začala roku 1561 pracemi na královském paláci v Aranjuezu. V roce 1562 napsal knihu Libro del saber de astronomía.
Roku 1563 začal pod vedením Juana Bautisty de Toledo pracovat na stavbě El Escorialu. Po jeho smrti se stal Herrera hlavním architektem, rozšířil plány a upravil některé stavební techniky. Šlo především o změnu vzhledu fasád v duchu jeho vlastního střídmého stylu. Výsledkem jeho úprav jsou především působivá sjednocená horizontální kompozice a použití holé žuly, zatímco byla záměrně opomenuta klasická architektonická pravidla pro velké plochy. Tento styl ovlivnil španělskou architekturu na více než jedno století.
Od Herrery pochází také návrh katedrály ve Valladolidu a Indického archivu v Seville.
Podle jeho přání, vysloveného v jeho poslední vůli z roku 1584, se jeho hrob nachází v kostele San Juan Bautista v obci Maliaño v Kantábrii.

## Hlavní díla
- Královský palác v Aranjuezu (1561)
- El Escorial (1563)
- Jižní fasáda toledského Alcázaru (1571–1585)
- Puente de Segovia v Madridu (1582-1584)
- Indický archiv v Seville (1583)
- Katedrála ve Valladolidu (1589)

## Galerie

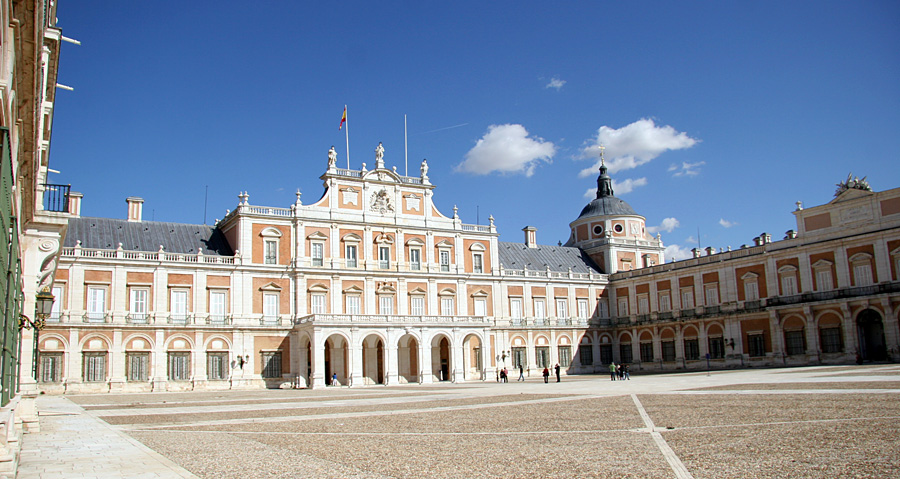
Královský palác v Aranjuezu
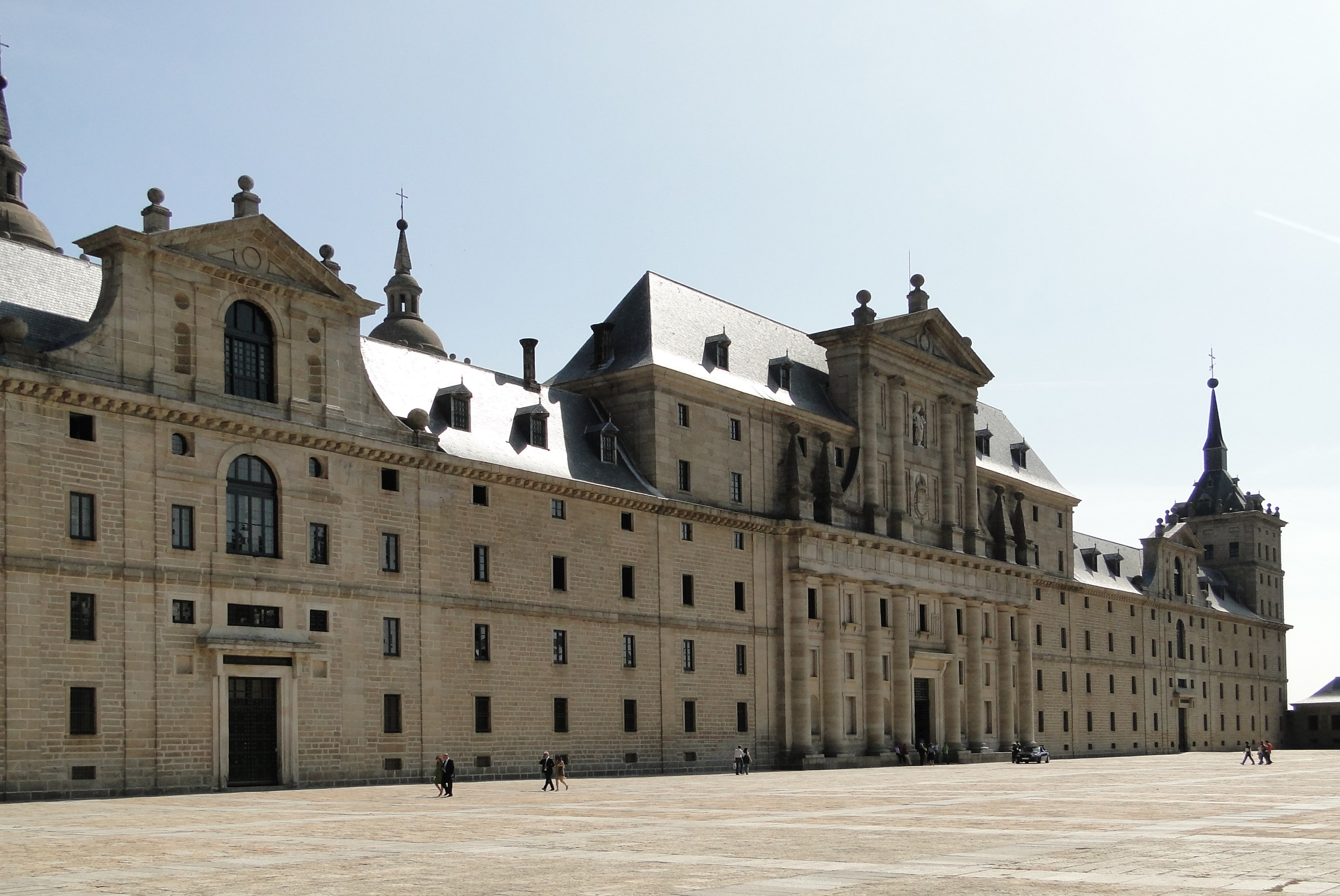
El Escorial
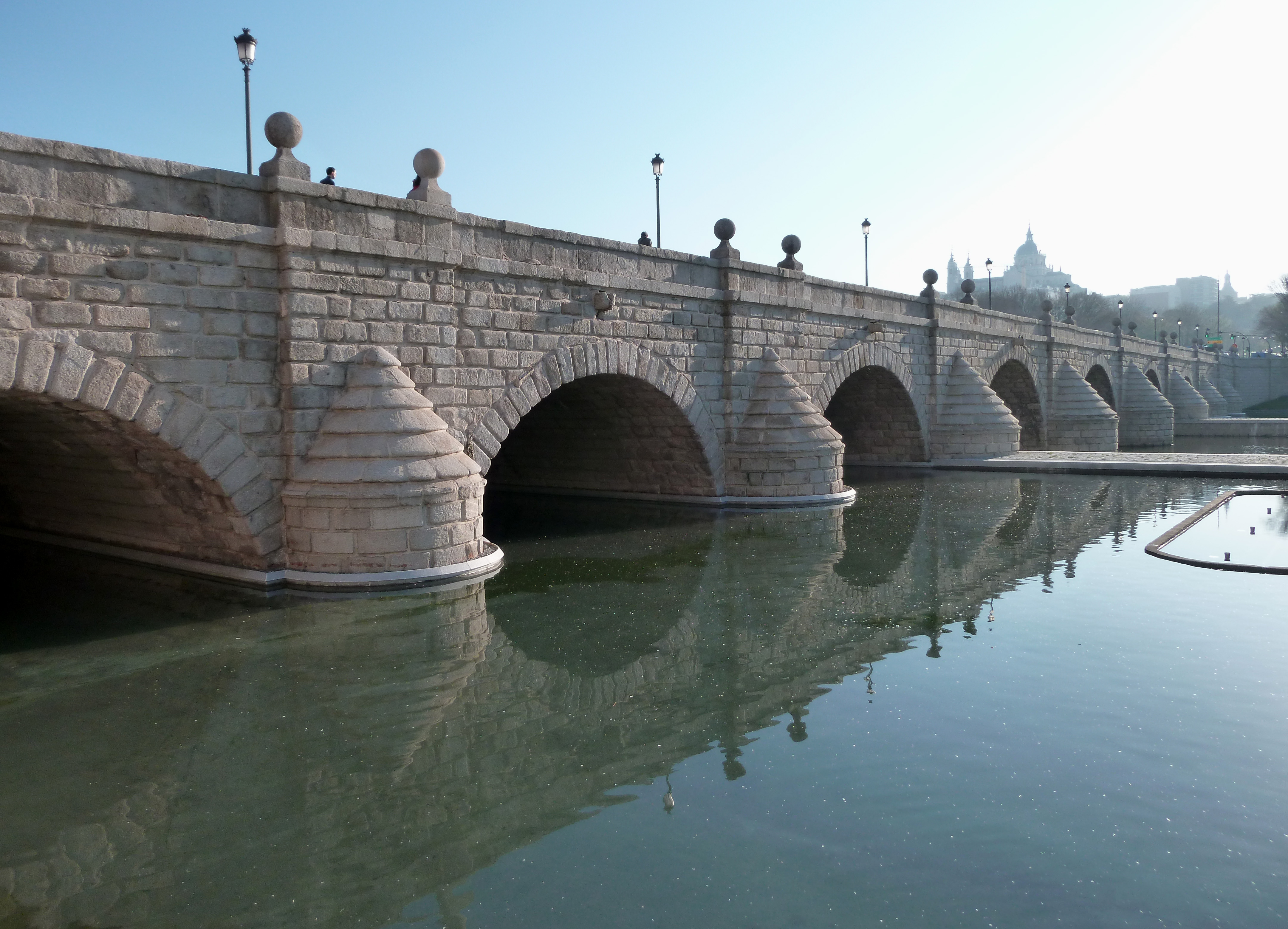
Puente de Segovia v Madridu
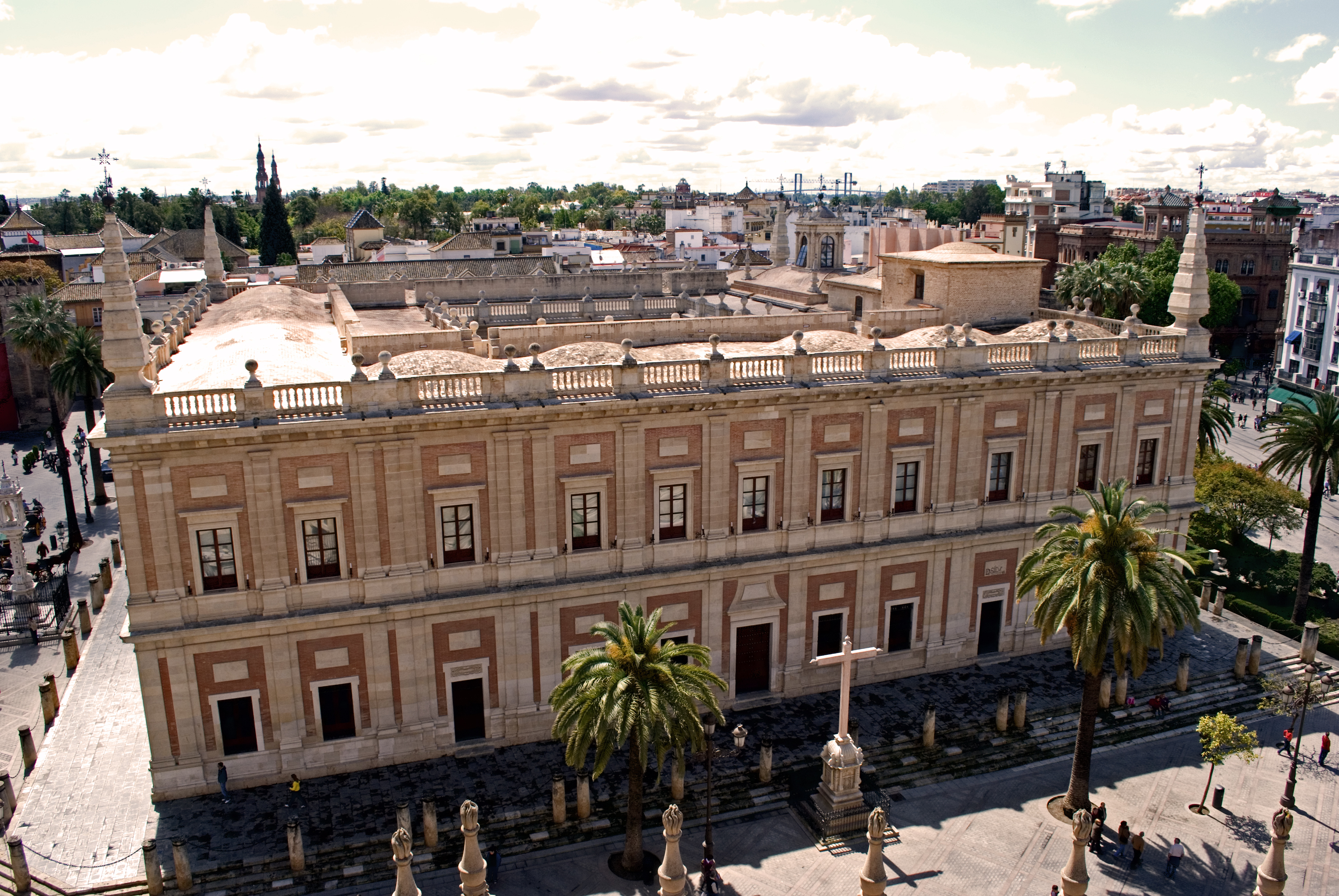
Indický archiv v Seville
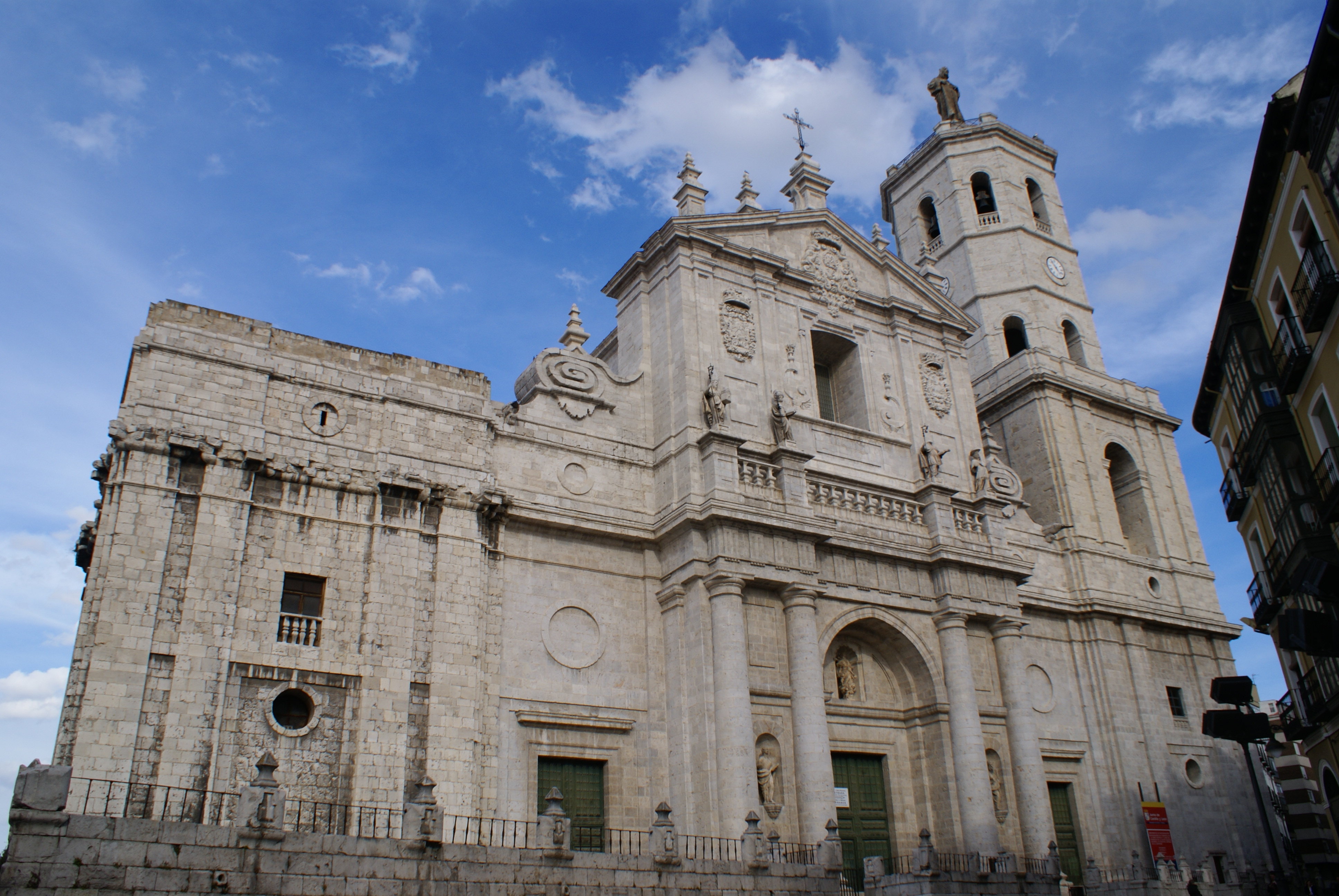
Katedrála ve Valladolidu